# Parafia Świętych Apostołów Piotra i Pawła w Grudusku
Parafia pw. Świętych Apostołów Piotra i Pawła w Grudusku – parafia rzymskokatolicka należąca do dekanatu dzierzgowskiego, diecezji płockiej, metropolii warszawskiej.
Pierwsza wzmianka o parafii pochodzi z 1398 roku.